# Provinciile Turkmenistanului
Turkmenistanul este împărțit din punct de vedere administrativ-teritorial în 5 provincii — care poartă denumirea locală de welaýatlar (plural) și welaýat (singular) — și un oraș cu statut de provincie (welaýat hukukly șäher).
Provinciile se împart la rândul lor în districte — etraplar la plural și etrap la singular.
| Număr pe hartă | Provincie      | Reședință   | Suprafață   | Populație (est. 2005) |
| -------------- | -------------- | ----------- | ----------- | --------------------- |
| —              | Orașul Aşgabat | Aşgabat     | 850 km2     | 730.000               |
| 1              | Ahal           | Änew        | 96.780 km2  | 939.700               |
| 2              | Balkan         | Balkanabat  | 139.270 km2 | 550.300               |
| 3              | Daşoguz        | Daşoguz     | 73.430 km2  | 1.370.400             |
| 4              | Lebap          | Türkmenabat | 93.730 km2  | 1.334.500             |
| 5              | Mary           | Mary        | 87.150 km2  | 1.480.400             |

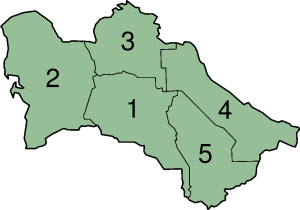
Provinciile Turkmenistanului

Conducătorii provinciilor (în turkmenă hakim, liderul) sunt numiți în mod direct de către președintele țării, conform articolelor 80 și 81 din Constituția țării.